# Сіань ґуюе
Сіань ґуюе (спрощ.: 西安鼓乐), також Шеньсі ґуюе (陕西鼓乐), регіональний китайський ритуальний музичний жанр, що включає в себе певний тип ансамблю духових й ударних інструментів, названого на честь місця його походження Сіань у провінції Шеньсі. Її також, дещо оманливо, називають барабанною музикою Сіань. Фольклорний жанр, який підтримували аматорські колективи до 1960-х років, він був внесений до Списку нематеріальної культурної спадщини ЮНЕСКО у 2009 році.
Музика поділяється на дві категорії на основі виконання: сидячи та ходячи (останній включає хор) і на три репертуари на основі передачі: буддійський (Сен), даоський (Дао) і світський (Су).
Незважаючи на те, що жанр пов'язаний з династією Тан (через її престиж та історію), цей жанр більше схожий на пізні династії Мін і Цін. Ансамблі раніше включали інші інструменти, такі як піпа та дацинь (імовірно, ґучжен), як свідчать рукописи гонче. Серед відомих музикантів Ан Лайсю (安来绪, 1895—1977), даоський майстер храму Ченхуанмяо в Сіані. Рукописи, зібрані протягом п'ятдесятих років, датуються ще 1689 роком, але знання про те, як виконувати такі старі твори, втрачено. Цей жанр процвітав у тридцятих і сорокових роках, коли ансамблі ходили від храму до храму, «але мовчазно до нього також ставилися як до змагання». Кількість музичних ансамблів і храмів усіх видів значно скоротилася під час культурної революції в шістдесятих і сімдесятих роках, і вони почали повертатися більше як збереження історії, академічні дослідження або туризм, ніж як релігійна практика у вісімдесятих роках.